# Главное тюремное управление Российской империи
Главное тюремное управление (ГТУ) — административный орган управления и снабжения тюрем, осуществляющий непосредственное руководство подчиненными ему местными органами тюремного ведомства, а также их снабжения в Российской империи, подчиненный Министерству внутренних дел, а затем переданный в ведение Министерству юстиции.

## Начальники Управления
- 23.04.1879—28.02.1896 — М. Н. Галкин-Враской
- март—октябрь 1896 — Н. М. Богданович[1]
- ноябрь 1896—1900 — А. П. Саломон[1]
- октябрь 1900 — апрель 1901 — И. В. Мещанининов[1]
- май 1901 — сентябрь 1905 — А. М. Стремоухов[1]
- февраль 1906 — октябрь 1907 — А. М. Максимовский[1]
- октябрь 1907 — январь 1909 — П. Г. Курлов[1]
- январь 1909 — март 1913 — C. C. Хрулев[1]
- 4.05.1913—6.03.1917 — П. К. Гран

## Структура Тюремного управления после реформы
Реформа в среде управления местами заключения 1879 года
Начало тюремной реформы положило принятия закона 11 декабря 1879 года, «Об основных положениях, имеющих быть руководством при преобразовании тюремной части и при пересмотре Уложения о наказаниях».
Высочайшим указом, 27 февраля 1879 года, было образовано Главное тюремное управление (ГТУ) в составе Министерства внутренних дел Российской империи, впоследствии, 13 декабря 1895 года, переданное в ведение Министерства юстиции.
Главной целью реформы была централизация тюремного управления. Так, к 1912 году, Главное тюремное управление присоединило к себе центральные и местные органы, тюремного управления. Со дня своего создания, ГТУ заняло особое место в структуре МВД, хотя формально оно являлось одним из множества других подведомственных органов Министерства внутренних дел.
ГТУ было автономным учреждением и пользовалось известной популярностью, поскольку «законом ему предоставлено было принимать собственною властью, не испрашивая особого разрешения министра внутренних дел, все вообще распорядительные меры, необходимые для действия существующих законов по тюремной части».

### Начальник ГТУ
Благодаря реформам, новый орган, ведавший местами заключения, обзавелся своими подведомственными органами управления. Во главе Главного тюремного управления заведовал его начальник, назначаемый Высочайшим указом Государя. У начальника были весьма обширные полномочия. Он заведовал всеми местами заключения гражданского ведомства, арестантской пересыльной частью, исправительными приютами. Начальнику подчинялись на правах командира Корпуса все чины Конвойной стражи и лица, участвовавшие в её управлении по части службы при арестантах гражданского ведомства.

### Помощник начальника ГТУ
Следующий по иерархии идет помощник начальника Управления. В его ведении была канцелярия Тюремного управления. В случае отсутствия или болезни начальника управления его замещал помощник, а помощника-один из инспекторов Тюремной инспекции.
Главное тюремное управление состояло из нескольких подведомственных органов. Совет по тюремным делам, Тюремная инспекция и канцелярия.

### Совет по тюремным делам
Совет по тюремным делам нес в себе совещательный характер, в котором заседало 8 членов, включая председателя. В силу занимаемой должности начальник ГТУ состоял одновременно и в Совете по тюремным делам, и в Совете министра внутренних дел. Члены Совета не получали денежного содержания и могли не состоять на государственной службе. Председатель Совета был вправе приглашать лиц со стороны для участия в заседании, если их мнение представляло интерес для членов Совета. Чаще всего это были ученые-тюрьмоведы, врачи и практики тюремного дела. Для предварительного обсуждения в Совет поступали проекты по совершенствованию тюремной системы, оптимизации пересылки арестантов, организации частных тюремных учреждений и обществ, улучшению нравственного исправления осужденных. Обращалось внимание и на предложения, связанные с повышением эффективности ведения тюремного хозяйства, порядка управления местами лишения свободы и отчетности. Совет рассматривал проекты общих смет доходов и расходов по тюремной части и годовые отчеты о деятельности ГТУ.

### Тюремная инспекция
На Тюремную инспекцию возлагались обязанности осуществления ревизий местных тюремных учреждений, руководство их деятельностью, а также разработка законодательных проектов. МВД главную функцию деятельности тюремных инспекторов отводило инспектированию мест заключения.20 июня 1879 г. министром внутренних дел были утверждены «Временные правила для первоначального руководства тюремным инспекторам во время командировок с целью осмотра и ревизии учреждений, входящих в состав карательной системы». Этот нормативно-правовой акт определил общий порядок деятельности тюремных инспекторов, командируемых с целью осмотра мест заключения и ссылки.
В соответствии с Высочайше утвержденным мнением Государственного Совета от 21 марта 1890 г. «Об учреждении губернской тюремной инспекции», для местного заведования тюремной частью гражданского ведомства в структуре губернских Правлений учреждались тюремные отделения, состоящие из губернского тюремного инспектора, его помощника, секретаря и делопроизводителей. Тюремный инспектор подчинялся губернатору по горизонтали и ГТУ — по вертикали, а в его прямые обязанности входило наблюдение за исполнением законов о благоустройстве в местах заключения гражданского ведомства, исправительных учреждениях и арестных домах. По своей должности он также являлся директором губернского тюремного комитета Общества попечительного о тюрьмах.
В обязанности тюремных инспекторов входили: сбор на местах, как в отдельных тюремных учреждениях гражданского ведомства, так и в Губернских правлениях и иных присутственных местах, имеющих отношение к тюремной части, различных сведений, тюремных учреждений, а также для разработки различных законодательных административных мероприятий по работе мест заключения;проведение ревизий тюремного хозяйства, делопроизводства в канцеляриях мест заключения и ссылки, а также условий и порядка содержания в тюрьмах лиц, подвергнутых в той или иной форме лишению свободы.

### Канцелярия
Канцелярия Главного тюремного управления вела все делопроизводство Управления и состояла из пяти младших и старших делопроизводителей, двух журналистов (которые заведовали архивом) и секретаря при Совете по тюремным делам. В ходе становления ГТУ в структуре канцелярии стали создаваться делопроизводства (отделы), которые курировали различные стороны тюремной сферы. В зависимости от необходимости начальник ГТУ самостоятельно определял их количество. Так, в течение первого года функционирования ГТУ было образовано шесть делопроизводств. Со временем количество делопроизводств в структуре Канцелярии ГТУ выросло, и к 1917 г. Канцелярия насчитывала 15 делопроизводств.

### Тюремное управление в период Февральской и Октябрьской революций
После отречения Николая II и прехода к власти Временного комитета Госдумы и образования Временного правительства была опубликована декларация, в которой провозглашалось «полная и немедленная амнистия по всем политическим и религиозным делам, в том числе террористическим покушениям, военным восстаниям и аграрным беспорядкам». 6 марта Временным правительством был подписан указ об общей политической амнистии, согласно которому не только выпускались все политзаключённые, но были ликвидированы политические дела в архивах Корпуса жандармов и полицейских архивах.
Фактически освобождение из тюрем началось ещё до опубликования нормативных актов. Уже 1 марта, в Москве были выпущенны все заключенные из Бутырской тюрьмы. С надзирателями и руководством тюрем расправлялись нещадно, т.к многие сотрудники тюрем сопротивлялись революционной толпе. Многие одевали красные банты и переходили на сторону революционно-настроенных масс, дабы сохранить себе жизнь. В результате объявленной амнистии из-за рубежа стала возврвщаться вся «грязь» (такие как Л. Троцкий, В. Володарский и т.д).
26 апреля, по указу Временного правительства «Главное тюремное управление» было преобразовано в «Главное управление по делам мест заключения». Новому преобразованному управлению уже было некого садить, так как всем заключенным была объявлена амнистия.
17 мая была дополнена амнистия лично А. Ф. Керенским. Официально акт амнистии был изложен в Постановлении Временного правительства «Об облегчении участи лиц, совершивших уголовные преступления». В нём была объявлена амнистия по отношению к целому ряду категорий заключённых: достигшим 60 лет, больным и увечным, и т. д.
После Октябрьского вооруженного восстания в Петрограде, 8 ноября, Главное управление по делам мест заключения было ликвидировано.

## Система управления тюрьмами до реформы
Органы тюремного администрирования до тюремной реформы 1879 года
До 1879 года в России не существовало единого управленческого органа тюрьмами. Его заменяли 15 ведомств, непосредственно которым подчинялись тюрьмы. В Министерстве внутренних дел управление местами заключения находилось в ведении 2-го отделения Департамента исполнительной полиции, к компетенции которого относилось: «устройство тюрем в отношении к безопасности», «учреждение и содержание этапов и вообще отправление и препровождение ссыльных», «распределение неспособных к ссылке и в работы» и т. д. и т. п. Также к управлению местами заключения были причастны и Главное управление путей сообщения и публичных зданий, ведавшее исправительными арестантскими ротами гражданского ведомства и даже Хозяйственный департамент МВД, ведавший «устройством смирительных и рабочих домов и о всех по ним распоряжениям».
Тюремно-управленческая система России нуждалась в совершенствовании системы управления местами заключения, повышении роли центрального органа тюремного ведомства в осуществлении контрольных функций, обеспечении единства пенитенциарной практики на всей территории государства. Департамент исполнительной полиции, ведавший делами мест заключения до 1879 года, не справлялся с задачами, поставленными правительством перед местами заключения. В связи с тем, что управление тюрьмами было только частью функций Департамента исполнительной полиции, большого внимания проблемам тюремного заключения не уделялось.